# Óbuda
Óbuda – dzielnica stolicy Węgier, Budapesztu. W miejskiej numeracji administracyjnej oznaczona numerem III.

## Położenie
Dzielnica Óbuda znajduje się w budzińskiej części miasta. Jest jedną z najbardziej wysuniętych na północ dzielnic.

## Nazwa
Nazwa Óbuda oznacza w języku węgierskim „Stara Buda”. W oficjalnym nazewnictwie dzielnica nosi dwuczłonową nazwę Óbuda-Békásmegyer.

## Historia
Najstarsza część stolicy Węgier, wyrosła w miejscu osady wojskowej powstałej w okresie Cesarstwa Rzymskiego – Aquincum. Dzięki temu można na terenie Obudy obejrzeć ruiny rzymskie, w tym pozostałości amfiteatru. Po upadku Cesarstwa Rzymskiego teren Obudy zamieszkiwali Awarowie, Słowianie i następnie Węgrzy. Osada została całkowicie zniszczona przez Tatarów w 1241 roku, co spowodowało, że nowe miasto zbudowano na południu, na dzisiejszym Wzgórzu Zamkowym w Budzie, a Obuda straciła na znaczeniu. Jednak nadal Óbuda była niezależnym, samodzielnym miastem. 
Dzisiejsza dzielnica powstała w wyniku połączenia Budy, Pesztu i właśnie Óbudy w jedno miasto 1 stycznia 1873 roku. Po 1945 roku na terenie Obudy zbudowano liczne bloki mieszkalne, niszcząc małomiasteczkowy charakter dzielnicy. W 2008 roku koło ulic Nagyszombat i Szőlő zbudowano pomnik upamiętniający ofiary zbrodni katyńskiej.

## Zabytki i atrakcje turystyczne
Na terenie dzielnicy znajdują się następujące zabytki i atrakcje turystyczne:
- ruiny rzymskiego miasta Aquincum
- ruiny wojskowych term rzymskich
- Muzeum Rzymskiego Obozu Warownego
- Synagoga Óbuda
- Pałac Zichych
- Rzymskie kąpielisko

## Osiedla
W skład dzielnicy wchodzą osiedla:
- Aquincum
- Aranyhegy
- Békásmegyer
- Csillaghegy
- Csúcshegy
- Filatorigát
- Hármashatárhegy
- Kaszásdűlő
- Mátyáshegy
- Mocsárosdűlő
- Óbuda
- Óbudaisziget
- Remetehegy
- Rómaifürdő
- Római-part
- Solymárvölgy
- Táborhegy
- Testvérhegy
- Törökkő
- Újlak (część)
- Ürömhegy

## Miasta partnerskie
- Udine, Włochy (1992)
- Billingheim, Niemcy (1997)
- Miercurea-Ciuc, Rumunia (1999)
- Bemowo (Warszawa), Polska (1999)
- Koszyce, Słowacja (2001)
- Stirling, Szkocja (2006)
- Landstraße (Wiedeń), Austria (2022)
- Büyükçekmece, Turcja (2022)

Dawne miasta partnerskie
- Amstelveen, Holandia (2009–2019)[1]